# Beppe Gualini
Beppe Gualini (1953) è un pilota motociclistico italiano specializzato nei rally africani.
Detiene il record di partecipazione a 65 diverse edizioni dei Rally Africani, fra i quali la Parigi-Dakar, il Rally dei Faraoni, il Rally dell’Atlas, il Rally di Tunisia, la Djerba 500, l’Incas Rally, e il Rally d’Islanda. 

## Biografia

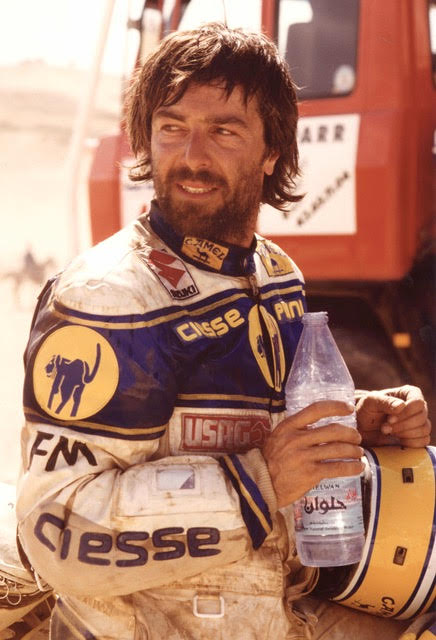
Beppe Gualini al termine di una tappa della Parigi-Dakar

Dopo avere lasciato il suo lavoro come insegnante di educazione fisica , nel 1982, primo italiano a partecipare ed ottenere una vittoria di classe nella nuova specialità motociclistica dei Rally Raid Africani, con la prima edizione del Rally dei Faraoni in Egitto . Dal 1983 al 1992 partecipa a dieci edizioni della Parigi-Dakar.
Nel 1985 vince le selezioni per partecipare al Camel Trophy effettuate in Italia, Kenia, Inghilterra e viene prescelto a rappresentare l'Italia in Borneo nella competizione: una spedizione avventura nella foresta inesplorata del Borneo con i fuoristrada Land Rover Defender. L’anno successivo entra nello staff organizzativo del Camel Trophy come responsabile delle selezioni nazionali italiane, poi internazionali ed ottiene l'incarico di "scout" per tracciare itinerari e prove speciali del Camel Trophy. Contribuisce in tale veste alle edizioni che si svolgono in Amazzonia, Guyana, Paraguay, Argentina, Cile, Guatemala, Belize, Siberia, Sulawesi, Kalimantan, Camerun, Venezuela, Zaire e Perù, ed è ideatore del Camel Marathon Bike.
È stato anche l'ideatore e Direttore Tecnico della Ducati Riding Experience Enduro fino al 2021.
Traduce le sue esperienze in quattro libri: Africa chiama, che raccoglie i primi anni di esperienza africana; Destinazione Avventura che racconta l'esperienza al Camel Trophy in Borneo; Incas Rally, testimonianza delle avventure vissute nella terra degli Incas; Una Vita Fuori Traccia. Dalla Parigi Dakar al Camel Trophy in cui ripercorre tutte le sue esperienze, dalle prime gare fino all'esperienza del Camel Trophy.

## Opere
- Destinazione Avventura, Edizioni Edimac, 1986
- Beppe Gualini, Luigi Soldano, Africa chiama, Edizioni Edimac, 1987
- Incas Rally, Edizioni Massimo Baldini, 1989
- Una Vita Fuori Traccia. Dalla Parigi Dakar al Camel Trophy, Edizioni Special Events, 2024